# Einschienenbahn Guang’an
Die Einschienenbahn Guang’an (chinesisch 广安市 式单轨, Pinyin Guǎng'ān shì dānguǐ), auch Monorail Guang’an genannt, ist ein seit Mai 2020 baulich fertig gestelltes, aber noch nicht in Betrieb genommenes öffentliches Personennahverkehrssystem in Guang’an in der chinesischen Provinz Sichuan. Es wird anstelle eines Stadtbahn- oder U-Bahn-Systems zur flächigen Erschließung der Stadt aufgebaut. Nach vollständiger Fertigstellung beider aktuell geplanter Strecken wird die Hochbahn ein etwa 22 Kilometer langes vollautomatisches Einschienenbahnsystem für den liniengebundenen Stadtverkehr im Stadtgebiet zur Verfügung stellen.

## Geschichte
Im April 2017 begann ein Joint Venture von Guang’an Traffic Investment Group und BYD mit dem Bau der ersten Linie am 2,2 Kilometer langen Abschnitt von Jin’an Dadao zum Besucherzentrum. Allerdings stieß bereits im Sommer des Jahres der Projektbau aus verschiedenen Gründen wie Planungsanpassung, Materialversorgung und Verkehrsorganisation auf Probleme. Der weitere Streckenbau mit dem Betriebshof hinter der westlichen Endstation Guangmen wurde daraufhin an das China Railway Bureau abgegeben. Im Dezember 2019 waren die Bauarbeiten zu 90 % abgeschlossen, am 21. Mai 2020 meldete „People's Daily Online“ die Bauarbeiten als vollendet. Ursprünglich sollte der Probebetrieb im Juni 2020 starten und die Eröffnung im Oktober des Jahres stattfinden. Die weiters auftretenden Verzögerungen ergaben sich aus geänderten Bau- und Sicherheitsanforderungen, die zu einer Überarbeitung des bisherigen Projektes führten und auch bauliche Anpassungen erforderten. Bisher (Stand August 2023) ist aber offenkundig noch keine Betriebsgenehmigung erteilt worden.

## Strecken

### Linie 1
Die erste Linie ist eine West-Nord-verlaufende Durchmesserlinie, die von der Station Guangmen ostwärts am Südbahnhof vorbei verläuft, sich dann Richtung Norden wendet, den Fluss Xixi überquert und durch das Stadtzentrum über insgesamt 7 Stationen und 10,0 Kilometer Streckenlänge bis zur Station Besucherzentrum führt, die an der Gedenkstätte am ehemaligen Wohnsitz von Deng Xiaoping liegt.
Die Strecke verläuft durchgängig zweigleisig und aufgeständert. Am westlichen Ende befinden sich das Hauptzugdepot und das Betriebswerk.

### Weitere Planungen

#### Linie 2
Die zweite Linie ist eine im Wesentlichen Ost-West-führende Durchmesserlinie. Sie ist etwas kürzer und führt über 6 Stationen und 7,7 Kilometer Streckenlänge ebenfalls mitten durch das Stadtzentrum.

#### Linie 1 Nordverlängerung
Außerdem ist geplant, die Linie 1 über ihre aktuelle nördliche Endstation Besucherzentrum um etwa 4 Kilometer und möglicherweise 5 Haltestellen bis Xiexing zu verlängern.

## Technik
Die Strecken der Einschienenbahn Guang’an sind Sattelbahnen der Bauart ALWeG des Herstellers BYD. Auf einem 700 Millimeter breiten Fahrbalken sitzen die über Tragräder auf und Führungsräder seitlich des Balkens bewegten sowie mit seitlicher Stromzuführung versorgten Züge. Der Betrieb wird vollautomatisch sein, die Steuerung erfolgt mittels ATC und ATO Stufe GoA4, wodurch sich die Möglichkeit sehr kurzer Taktzeiten bietet.